# Berbenno
Berbenno – miejscowość i gmina we Włoszech, w regionie Lombardia, w prowincji Bergamo.
Według danych na I 2009 gminę zamieszkiwały 2483 osoby przy gęstości zaludnienia 394,1 os./1 km².